# محيي الدين عزت قندور
محي الدين عزت قندور (1938 - 27 نوفمبر 2023) مخرج وكاتب ومنتج سينمائي عالمي من أصل شركسي  من مواليد عمّان، والده اللواء عزت قندور القائد العسكري الأردني المشهور في حرب 1948م ومدير الأمن العام السابق في الأردن. هاجر إلى الولايات المتحدة وعمره ثلاثة عشر عاما لإتمام دراسته هناك وتخرج من قسم التاريخ في كليةْ ايرلهام الأمريكية ودرس الأقتصاد والعلاقات الدولية في جامعة كليرمونت في كاليفورنيا ونال منها درجتي الماجستير والدكتوراه. عمل لعدة سنوات في مجال إدارة الأعمال مع مؤسسات متعددة الجنسيات في كل من نيويورك ولندن.

## عمله في السينما
وفي عام 1960م أصدر الدكتور محي الدين عشرين مؤلّفاً وثائقيا، وفي عام 1970م صدرت له أولى رواياته (عملية اختطاف الطائرة) في نيويورك وصدرت روايته الثانية (الصدع) في لوس انجلوس عام 1971 م وقد بيع منهما حوالي 600 ألف نسخة مما شجّعه على ترك عالم التجارة والاستقرار في هوليوود.
عمل مساعدا مع مخرجين أمريكيين مشهورين وأصبح عضوا في اتحاد الكتاب الأمريكيين وفي اتحاد العاملين في صناعة الأفلام في أمريكا وأستطاع أخذ بعض الادوار في إخراج المسلسلات الشعبية أمثال (بونانزا) (مانيكس) (F.B.I) وغيرها.
أخرج فيلم (أشباح إدجار آلان بو)  لشركة والت ديزني عام 1972م ونال عليه إحدى الجوائز العالمية.
أخرج عدة أفلام أخرى في هوليود ومنها فيلم (تشيريكي) ويحكي قصة صبي هندي أحمر وفيلم (هاجمان الصغير) عن المشكلة القبرصية وفيلم (باجو) عن حياة الغجر وغيرها وكان هو الكاتب والمخرج والمنتج لهذه الأفلام وحده.
- أصدر عدة روايات تاريخية شركسية باللغة الإنجليزية وهي (ثلاثية القفقاس) في ثلاثة أجزاء كبيرة هي (سيوف الشيشان) و(كازبك القبرطاي) و(المؤامرة الثلاثية) عام 1994م وتمت ترجمتها للعربية عام 2005م وصدرت له رواية (قصة البلقان) عام 1995م كما صدرت له روايات (الثورة) و(الأسطورة) و(تحالفات خطرة) و(ضياع في بلاد الشيشان) ودراسة عن (الحركة المريدية – دراسة الحروب القفقاسية) وكلها باللغة الإنجليزية وهي في طور الترجمة للغة العربية.
- له إبداعات موسيقية حيث ألف قطعاً موسيقية شركسية كما أعاد توزيع ألحان شركسية فولكلورية معروفة مثل مقطوعات (رقصة القفقاسيين) و(قافا) و(زيغالات) و(أغنية عمان) و(فتاة القبرطاي) و(ودج) ورقصة الأبطال كما أنه قائد فرقة موسيقية متميز (مايسترو).[5]
- على نطاق عالمي هو خبير في تربية الخيول العربية والشركسية وله فيلم عن (الخيول) وهو حكم دولي في مسابقات الخيول المختلفة [6]
- رواية سيوف الشيشان (الجزء الأول من ثلاثية القفقاس) - تأليف محي الدين قندور - ترجمة محمد أزوقة - المؤسسة العربية للدراسات والنشر - بيروت - لبنان - ط1 - 2005م
- رواية كازبك القبرطاي (الجزء الثاني من ثلاثية القفقاس) - تأليف محي الدين قندور - ترجمة محمد أزوقة - المؤسسة العربية للدراسات والنشر - بيروت - لبنان - ط1 - 2005م
- رواية المؤامرة الثلاثية(الجزء الثاني من ثلاثية القفقاس) - تأليف محي الدين قندور- ترجمة محمد أزوقة - المؤسسة العربية للدراسات والنشر - بيروت - لبنان - ط1 - 2005م
- الصيد الأخير - صدر عام 2007 [7]
- أطفال الشتات [8]
- شروق الصحراء، قصة تدور في بادية الأردن
- فيلم الشركس ( 2010 )

## وفاته
توفي مساء يوم الإثنين 27 نوفمبر 2023 في بريطانيا.